# 143 Adria
143 Adria è un piccolo e scuro asteroide della Fascia principale. Ha probabilmente una primitiva composizione carboniosa condritica.
Adria fu scoperto il 23 febbraio 1875 da Johann Palisa dall'Osservatorio della marina di Pola, di cui fu direttore dal 1872 al 1880, grazie a un telescopio rifrattore da 6 pollici. Fu battezzato così in onore del Mar Adriatico, che bagna la città da cui l'asteroide fu individuato.
L'unica occultazione stellare da parte di Adria riportata finora, è stata osservata il 21 agosto 2000 dal Giappone. I risultati ricavati dall'occultazione indicano una forma pressoché sferica, di dimensioni pari a 98 × 86 km.